# Harald Stauch
Harald Stauch (* 31. Juli 1953 in Saalfeld) ist ein deutscher Politiker und war vom 1. März 2006 bis zum 29. Februar 2012 Landesdatenschutzbeauftragter des Freistaats Thüringen.
Der gelernte Chemiefacharbeiter und studierte Diplomingenieur war von 1990 bis 2006 Mitglied des Thüringer Landtags. Von 1990 bis 1994 war er Vorsitzender des Verfassungs- und Geschäftsordnungsausschusses; seit 1994 war er als Parlamentarischer Geschäftsführer der CDU-Fraktion tätig. Nach 16 Jahren als Abgeordneter wurde er am 26. Januar 2006 vom Landtag zum neuen Landesdatenschutzbeauftragten des Freistaates Thüringen gewählt, nachdem die Landesdatenschutzbeauftragte Silvia Liebaug nach zwei Perioden im Amt nicht wiedergewählt werden konnte.